# Прашко-корчачка култура
Прашко-корчакска култура је била археолошка култура која се приписује раним Словенима . Друга савремена главна ранословенска култура била је прашко-пенковска култура која се налази јужније, са којом чини групу „грнчарију прашког типа“. Највећи део локалитета датира из касног 5. и почетка 6. века нове ере према касноримским гвозденим фибулама. Насеља су по правилу била смештена на рекама, у близини извора воде, и обично су била неутврђена, са 8–20 домаћинстава са двориштима. Места сахрањивања су била у форми равних гробова и хумки (кургани), а кремација је била доминантна.
Научник М. Казански је идентификовао прашку културу из 6. века (Праг-Корчак) и групу Суков-Дзиедзице као археолошку култура Склавена а култура Пенковка (Праг-Пенковка) је идентификована као Анте.